# Argentina nos Jogos Olímpicos de Inverno de 1998
A Argentina participou dos Jogos Olímpicos de Inverno de 1998 em Nagano, no Japão. O país estreou nos Jogos em 1928 e em Nagano fez sua 14ª apresentação, sem conquistar nenhuma medalha.

## Esqui alpino
Feminino
| Atleta         | Evento         | Corrida 1 | Corrida 2 | Total   | Total |
| Atleta         | Evento         | Tempo     | Tempo     | Tempo   | Pos.  |
| -------------- | -------------- | --------- | --------- | ------- | ----- |
| Carola Calello | Downhill       |           |           | 1:36.71 | 34    |
| Carola Calello | Super-G        |           |           | 1:25.08 | 41    |
| Carola Calello | Slalom gigante | DNF       | –         | DNF     | –     |
| Carola Calello | Slalom         | 50.52     | 51.04     | 1:41.56 | 25    |

Combinado feminino
| Atleta         | Downhill | Slalom  | Slalom  | Total   | Total |
| Atleta         | Tempo    | Tempo 1 | Tempo 2 | Total   | Pos.  |
| -------------- | -------- | ------- | ------- | ------- | ----- |
| Carola Calello | 1:35.09  | 39.98   | 38.70   | 2:53.77 | 19    |

## Snowboard
Slalom gigante masculino
| Atleta        | Corrida 1 | Corrida 2 | Total   | Total |
| Atleta        | Tempo     | Tempo     | Tempo   | Pos.  |
| ------------- | --------- | --------- | ------- | ----- |
| Mariano López | 1:12.20   | 1:19.11   | 2:31.31 | 21    |